# Plottes
Plottes est une commune française située dans le département de Saône-et-Loire, en région Bourgogne-Franche-Comté.

## Géographie
Plottes est un village du sud de la Bourgogne qui est situé aux portes du Haut-Mâconnais, et plus précisément dans le Tournugeois, entre Lugny et Tournus.
Il a la particularité d'être à la fois rural par son bourg niché dans un paysage verdoyant et vallonné, distant de 5 km de Tournus, et citadin par son hameau la Grimaury de 250 habitants, contigu à cette même ville, offrant ainsi tous les avantages d'une proche périphérie urbaine, tout en étant dans une campagne tranquille. La Grimaury et le bourg de Plottes sont reliés par la départementale 56, qui traverse le territoire de la commune : « Il y a un grand chemin qui, venant de Tournus au nord, traverse le village au sud dans son extrémité, et de là va à Lugny, se rend à Cluny, et par lequel on va dans le Beaujolais. » écrivait déjà le curé de Plottes au milieu du XVIIIe siècle.
Le territoire de la commune recèle un riche patrimoine naturel, rural et architectural. Il s'étend sur 1 007 hectares dont 210 hectares en bois et 250 hectares en vignes. Des sentiers, des chemins balisés permettent sa découverte, ils sont très appréciés par les randonneurs et vététistes.
Plottes s'est également doté d'une devise, fierté des Piottats : « Après Paris, … Plottes ! ». C'est la réponse qu'aurait faite le roi Henri IV, voulant réunir toutes ses forces sous Paris, au général Poncenat, occupé à assiéger Plottes et à le brûler pour la 5e fois.

### Climat
Pour des articles plus généraux, voir Climat de la Bourgogne-Franche-Comté et Climat de Saône-et-Loire.
En 2010, le climat de la commune est de type climat océanique dégradé des plaines du Centre et du Nord, selon une étude du Centre national de la recherche scientifique s'appuyant sur une série de données couvrant la période 1971-2000. En 2020, Météo-France publie une typologie des climats de la France métropolitaine dans laquelle la commune est exposée à un climat semi-continental et est dans la région climatique Bourgogne, vallée de la Saône, caractérisée par un bon ensoleillement (1 900 h/an), un été chaud (18,5 °C), un air sec au printemps et en été et des vents faibles.
Pour la période 1971-2000, la température annuelle moyenne est de 11,2 °C, avec une amplitude thermique annuelle de 17,9 °C. Le cumul annuel moyen de précipitations est de 876 mm, avec 11,1 jours de précipitations en janvier et 7,4 jours en juillet. Pour la période 1991-2020, la température moyenne annuelle observée sur la station météorologique de Météo-France la plus proche, « Romenay », sur la commune de Romenay à 15 km à vol d'oiseau, est de 11,8 °C et le cumul annuel moyen de précipitations est de 983,9 mm. 
La température maximale relevée sur cette station est de 40,7 °C, atteinte le 12 août 2003 ; la température minimale est de −19,5 °C, atteinte le 17 janvier 1985,,.
Les paramètres climatiques de la commune ont été estimés pour le milieu du siècle (2041-2070) selon différents scénarios d'émission de gaz à effet de serre à partir des nouvelles projections climatiques de référence DRIAS-2020. Ils sont consultables sur un site dédié publié par Météo-France en novembre 2022.

## Urbanisme

### Typologie
Au 1er janvier 2024, Plottes est catégorisée commune rurale à habitat dispersé, selon la nouvelle grille communale de densité à sept niveaux définie par l'Insee en 2022.
Elle est située hors unité urbaine. Par ailleurs la commune fait partie de l'aire d'attraction de Tournus, dont elle est une commune de la couronne,. Cette aire, qui regroupe 14 communes, est catégorisée dans les aires de moins de 50 000 habitants,.

### Occupation des sols
L'occupation des sols de la commune, telle qu'elle ressort de la base de données européenne d’occupation biophysique des sols Corine Land Cover (CLC), est marquée par l'importance des territoires agricoles (71,7 % en 2018), une proportion sensiblement équivalente à celle de 1990 (72,2 %). La répartition détaillée en 2018 est la suivante : zones agricoles hétérogènes (27,4 %), forêts (26,9 %), terres arables (19,8 %), prairies (17,3 %), cultures permanentes (7,2 %), zones urbanisées (1,4 %). L'évolution de l’occupation des sols de la commune et de ses infrastructures peut être observée sur les différentes représentations cartographiques du territoire : la carte de Cassini (XVIIIe siècle), la carte d'état-major (1820-1866) et les cartes ou photos aériennes de l'IGN pour la période actuelle (1950 à aujourd'hui).

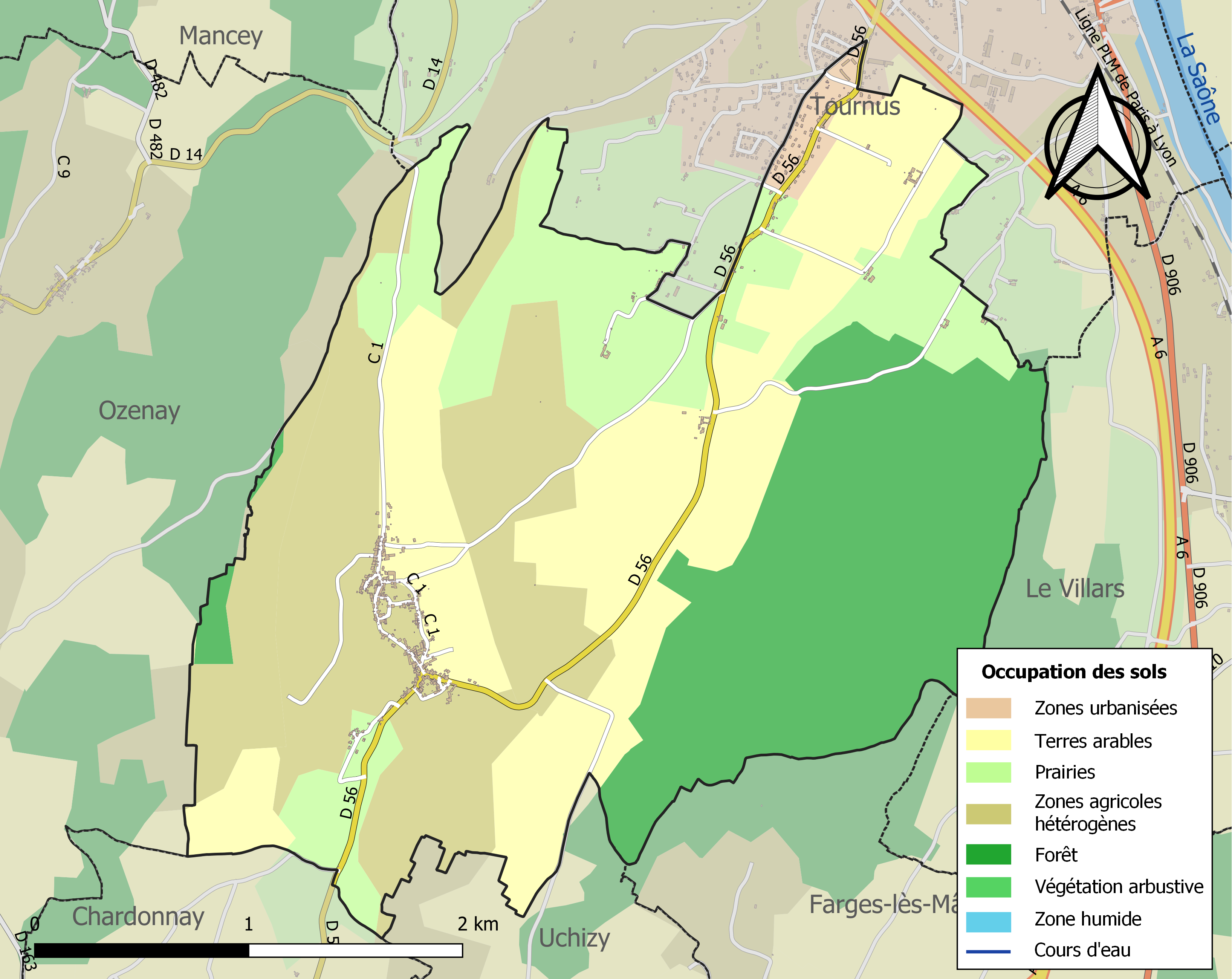
Carte des infrastructures et de l'occupation des sols de la commune en 2018 (CLC).

### Plan local d'urbanisme
L'urbanisme sur le territoire de Plottes est régi par un plan local d'urbanisme intercommunal (PLUi), document d’urbanisme dont le territoire d’effet n'est plus la commune mais la communauté de communes, soit vingt-quatre communes membres réparties sur le Haut-Mâconnais et le Tournugeois.
Ce document stratégique traduit les principes d’aménagement du territoire et constitue un outil réglementaire fixant les règles de construction et d’occupation des sols applicables sur le territoire de l'intercommunalité du Mâconnais-Tournugeois, d'où son contenu : un rapport de présentation retraçant le diagnostic du territoire, un projet d’aménagement et de développement durable (PADD) exposant la stratégie intercommunale, des orientations d’aménagement et de programmation (OAP) définissant les conditions d’aménagements de certains quartiers/ilots (cas particuliers), un règlement fixant les règles d’utilisation et de droit des sols ainsi que des annexes (plan de zonage, liste des servitudes, etc.).
Le PLUi du Mâconnais-Tournugeois, fruit d'un processus lancé par la communauté de communes en 2016, a été définitivement adopté par le conseil communautaire le 21 décembre 2023. Il est entré en vigueur le 12 mars 2024.

## Toponymie

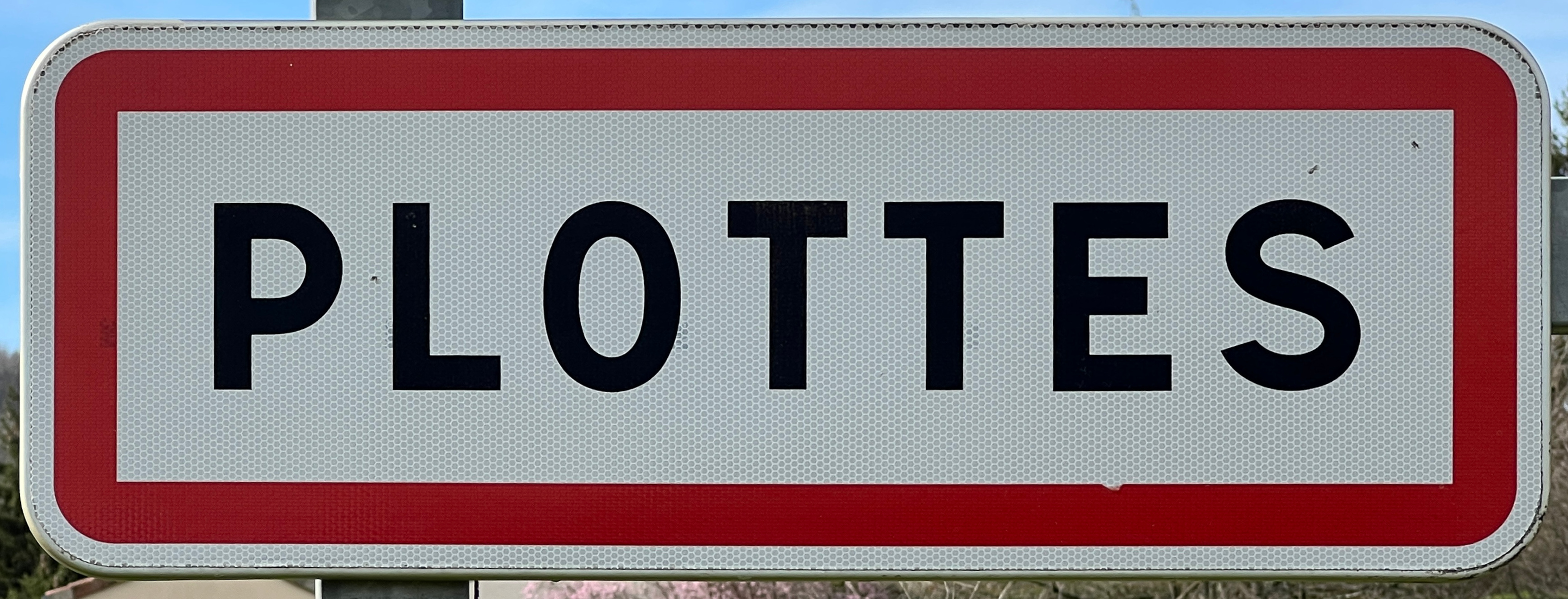
Panneau d'entrée dans le village.

## Histoire

### Antiquité
Plottes (Plotce) remonte à la plus haute Antiquité et paraît avoir été établi primitivement aux Écrois, près de la fontaine des Ladres. On a recueilli dans cet endroit  des silex taillés des époques préhistoriques et le musée de Tournus possède une aiguille en bronze, une petite tête de cheval de même métal et quelques débris de poteries de l'époque gallo-romaine qui y ont été trouvés.

### Époque moderne
Le village ainsi qu'un château fort auquel était adossée l'église, appartenait à l'abbaye de Tournus.
Pendant les guerres de Religion, Plottes fut pillée et brûlée plusieurs fois par les calvinistes ; aussi les habitants prirent-ils le parti de reconstruire leurs habitations autour du château ; mais cette précaution n'empêcha pas leurs demeures d'être bombardées avec le château en 1562, par Poncenat, depuis la montagne du Foy où l'artillerie avait pris position. Comme Henry IV avait fait prévenir Ponsenat de se rendre sous les murs de Paris qu'il assiégeait, il répondit qu'il voulait d'abord prendre Plottes ; ce qui fit dire au roi : « Après Paris, Plottes ».
Le village resta sous la dépendance des abbés de Tournus jusqu'en 1789.

### Époque contemporaine
L'ancien château est devenu une belle ferme ; la chapelle a été remplacée par l'église d'aujourd'hui, dont la construction date du Second Empire.
16 août 1934 : adhésion de Plottes (avec Uchizy et Chardonnay) au Syndicat intercommunal des eaux du Haut-Mâconnais fondé le 8 janvier 1934 et regroupant dix communes (Lugny, Burgy, Clessé, Viré, Cruzille, Vérizet, Bissy-la-Mâconnaise, Cruzille, Saint-Maurice-de-Satonnay et Montbellet).
Un peu avant la dernière guerre, en 1937, en même temps que Chardonnay, la paroisse de Plottes fut rattachée à celle de Lugny pour le culte (à la suite de la création de la communauté pastorale de Lugny, fondée à l'initiative de monseigneur Joseph Robert). Plottes dépend de nos jours de la paroisse de Tournus.
Le 1er janvier 1973, la commune fusionne avec Tournus et devient une commune associée. Plottes redevient une commune indépendante le 11 mars 2001.

## Politique et administration

### Tendances politiques et résultats

#### Élections présidentielles
Le village de Plottes place en tête à l'issue du premier tour de l'élection présidentielle française de 2017, Marine Le Pen (RN) avec 23,63 % des suffrages. Mais lors du second tour, il s'agit de Emmanuel Macron (LaREM) avec 64,88 %.

#### Élections législatives
Le village de Plottes fait partie de la quatrième circonscription de Saône-et-Loire et place lors du 1er tour des élections législatives françaises de 2017 Catherine Gabrelle (LAREM) avec 29,41 % des suffrages. Mais lors du second tour, il s'agit de Cécile Untermaier (PS) qui arrivent à égalité avec 57,23 % des suffrages.
Lors du 1er tour des élections législatives françaises de 2022, Cécile Untermaier (PS), députée sortante, arrive en tête avec 41,15 % des suffrages comme lors du second tour, avec cette fois-ci, 69,32 % des suffrages.

#### Élections régionales
Le village de Plottes place la liste « Notre région par cœur », menée par Marie-Guite Dufay, présidente sortante (PS), en tête dès le 1er tour des élections régionales de 2021 en Bourgogne-Franche-Comté, avec 33,05 % des suffrages.
Lors du second tour, les habitants décident de placer de nouveau la liste de « Notre région par cœur » en tête, avec cette fois-ci, près de 44,36 % des suffrages. Devant les autres listes menées par Gilles Platret (LR) en seconde position avec 32,33 %, Julien Odoul (RN), troisième avec 12,78 % et Denis Thuriot (LaREM) en dernière position celle de  avec 10,53 %. Il est important de souligner une abstention record lors de ces élections qui n'ont pas épargné le village de Plottes avec lors du premier tour 68,49 % d'abstention et au second, 64,06 %.

#### Élections départementales
Le village de Plottes fait partie du canton de Tournus. Les électeurs de la ville placent le binôme de Jean-Claude Becousse (DVD) et Colette Beltjens (DVD), en tête, dès le 1er tour des élections départementales de 2021 en Saône-et-Loire avec 52,54 % des suffrages.
Lors du second tour de ces mêmes élections, les habitants décideront de placer de nouveau le binôme Becousse-Beltjens en tête, avec cette fois-ci, près de 62,10 % des suffrages. Devant l'autre binôme menée par Delphine Dugué (DVG) et Mickaël Maniez (DVG) qui obtient 37,90 %. Il est important de souligner une abstention record lors de ces élections qui n'ont pas épargné le village de Plottes avec lors du premier tour 68,49 % d'abstention et au second, 64,06 %.

### Liste des maires de Plottes
La commune de Plottes, associée à Tournus depuis 1973, est redevenue une commune indépendante en mars 2001.
| Période                                  | Période   | Identité         | Étiquette | Qualité |
| ---------------------------------------- | --------- | ---------------- | --------- | ------- |
| mars 2001                                | mars 2014 | Daniel Baconnet  |           |         |
| mars 2014                                | en cours  | Monique Jousseau |           |         |
| Les données manquantes sont à compléter. |           |                  |           |         |

## Économie

Les vignobles du Mâconnais.

## Démographie
L'évolution du nombre d'habitants est connue à travers les recensements de la population effectués dans la commune depuis 1793. Pour les communes de moins de 10 000 habitants, une enquête de recensement portant sur toute la population est réalisée tous les cinq ans, les populations de référence des années intermédiaires étant quant à elles estimées par interpolation ou extrapolation. Pour la commune, le premier recensement exhaustif entrant dans le cadre du nouveau dispositif a été réalisé en 2006.

En 2022, la commune comptait 554 habitants, en évolution de +2,97 % par rapport à 2016 (Saône-et-Loire : −1,06 %, France hors Mayotte : +2,11 %).
| 1793 | 1800 | 1806 | 1821 | 1831 | 1836 | 1841 | 1846 | 1851 |
| ---- | ---- | ---- | ---- | ---- | ---- | ---- | ---- | ---- |
| 633  | 752  | 800  | 769  | 794  | 796  | 782  | 786  | 766  |

| 1856 | 1861 | 1866 | 1872 | 1876 | 1881 | 1886 | 1891 | 1896 |
| ---- | ---- | ---- | ---- | ---- | ---- | ---- | ---- | ---- |
| 705  | 765  | 834  | 883  | 854  | 840  | 675  | 589  | 575  |

| 1901 | 1906 | 1911 | 1921 | 1926 | 1931 | 1936 | 1946 | 1954 |
| ---- | ---- | ---- | ---- | ---- | ---- | ---- | ---- | ---- |
| 572  | 636  | 582  | 510  | 495  | 443  | 464  | 428  | 441  |

| 1962 | 1968 | 2006 | 2011 | 2016 | 2021 | 2022 | - | - |
| ---- | ---- | ---- | ---- | ---- | ---- | ---- | - | - |
| 449  | 435  | 227  | 228  | 538  | 544  | 554  | - | - |

## Culture locale et patrimoine

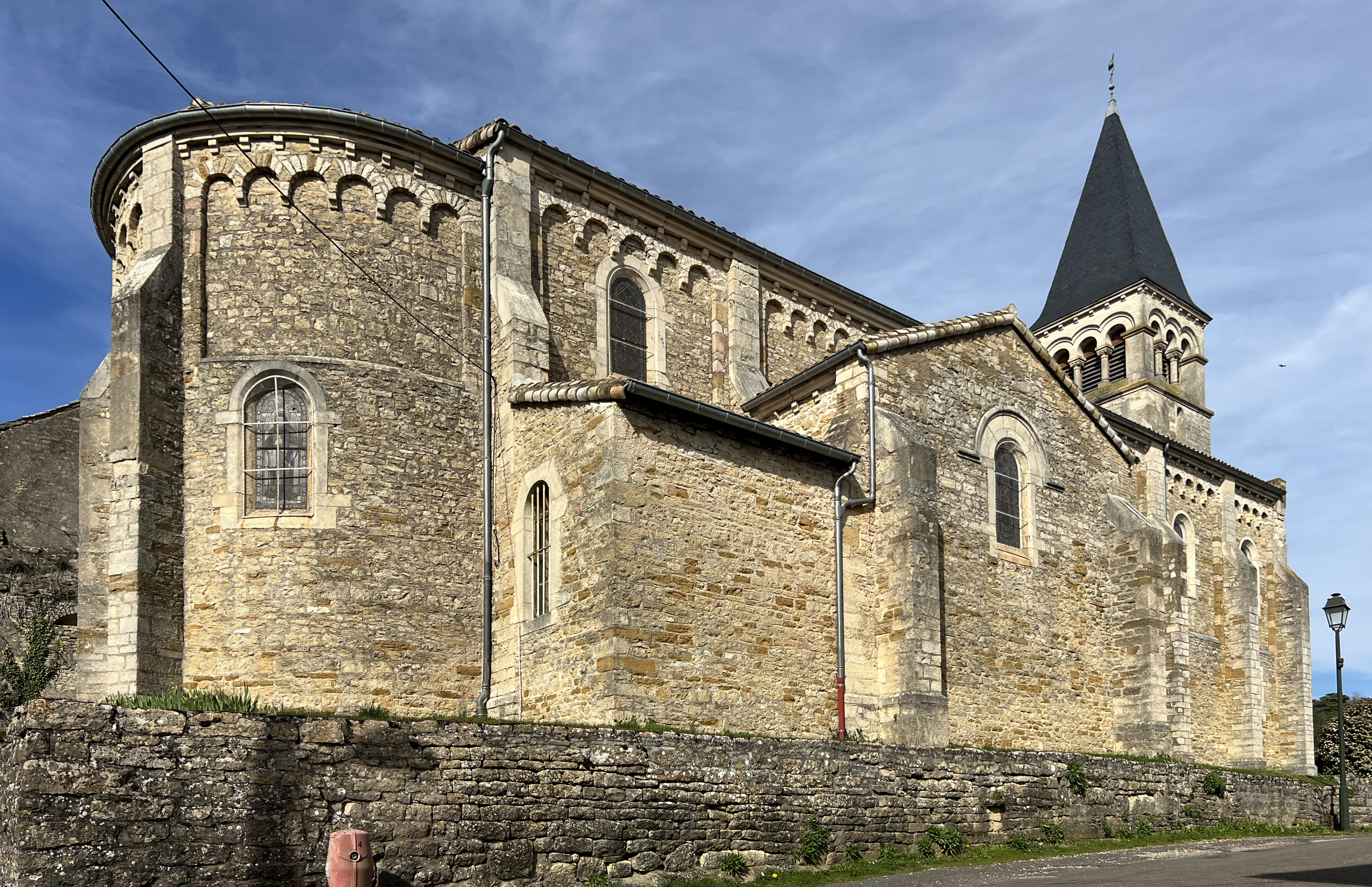
Église Saint-Barthélemy.

### Lieux et monuments
Sont à voir à Plottes :
- l’église, placée sous le vocable de saint Barthélemy, construite dans le style néo-roman presque à l’emplacement de l’ancienne église, avec une partie des matériaux du bâtiment ruiné (terminée en 1865, cette église est l'œuvre d’André Berthier, architecte départemental, qui l'a « retournée » par rapport à la construction préexistante, en orientant son chœur à l’ouest)[28] ;
- le site de l'ancienne église du prieuré des moines de Saint-Philibert de Tournus, localisé immédiatement au nord de l'église actuelle, qui témoigne d'un édifice roman du XIe ou du XIIe siècle (dont il ne reste de nos jours qu'un fragment du mur nord de la nef, encastré dans les bâtiments de l'ancien prieuré et où l'on distingue encore des baies romanes ainsi que des ouvertures en plein cintre)[29] ;
- de nombreuses cadoles implantées sur le territoire de la commune, notamment celle, située en bordure de la route départementale 56 conduisant de Tournus à Lugny, au lieu-dit la Croix Blanche, qui fut restaurée en 1990[30].

### Personnalités liées à la commune
- Georges Mazenot (1927-2013) administrateur colonial, historien du Congo et préfet, mort à Plottes.
- Plottes est la patrie des graveurs Janinet père et fils, grands artistes du XVIIIe, célèbres surtout par leurs gravures en couleurs.

### Héraldique
| Blason de Plottes | Blason  | D'azur au château d'argent, soutenu d'une grappe de raisin tigée et feuillée de sinople ; au chef cousu de gueules chargé de chaînes d'or posées en croix, sautoir et orle et chargées en cœur d'une émeraude au naturel. |
| Blason de Plottes | Détails | Le statut officiel du blason reste à déterminer. |

## Pour approfondir